# Waterberg
Le Waterberg (Thaba Meetse en langue sotho du Nord) est un massif situé au nord-est de l'Afrique du Sud dans la province du Limpopo. Depuis 2001, le Waterberg comprend une réserve de biosphère au sens de l'UNESCO, de 6 540 km2. Son altitude moyenne est de 600 m ; quelques sommets dépassent 1 400 m. Cette vaste formation rocheuse a été façonnée par des centaines de millions d'années d'érosion fluviale qui ont créé divers reliefs escarpés ou en forme de buttes. L'écosystème est celui d'une forêt caduque sèche (bushveld). Le Waterberg a livré des traces archéologiques datant de l'âge de pierre et, à proximité, ont été faites des découvertes relatives aux premiers instants de l'histoire de l'évolution humaine.
La ville de Vaalwater est située dans le nord du massif.

## Toponymie
Waterberg signifie littéralement la « montagne de l'eau » en afrikaans.

## Géographie

### Géologie

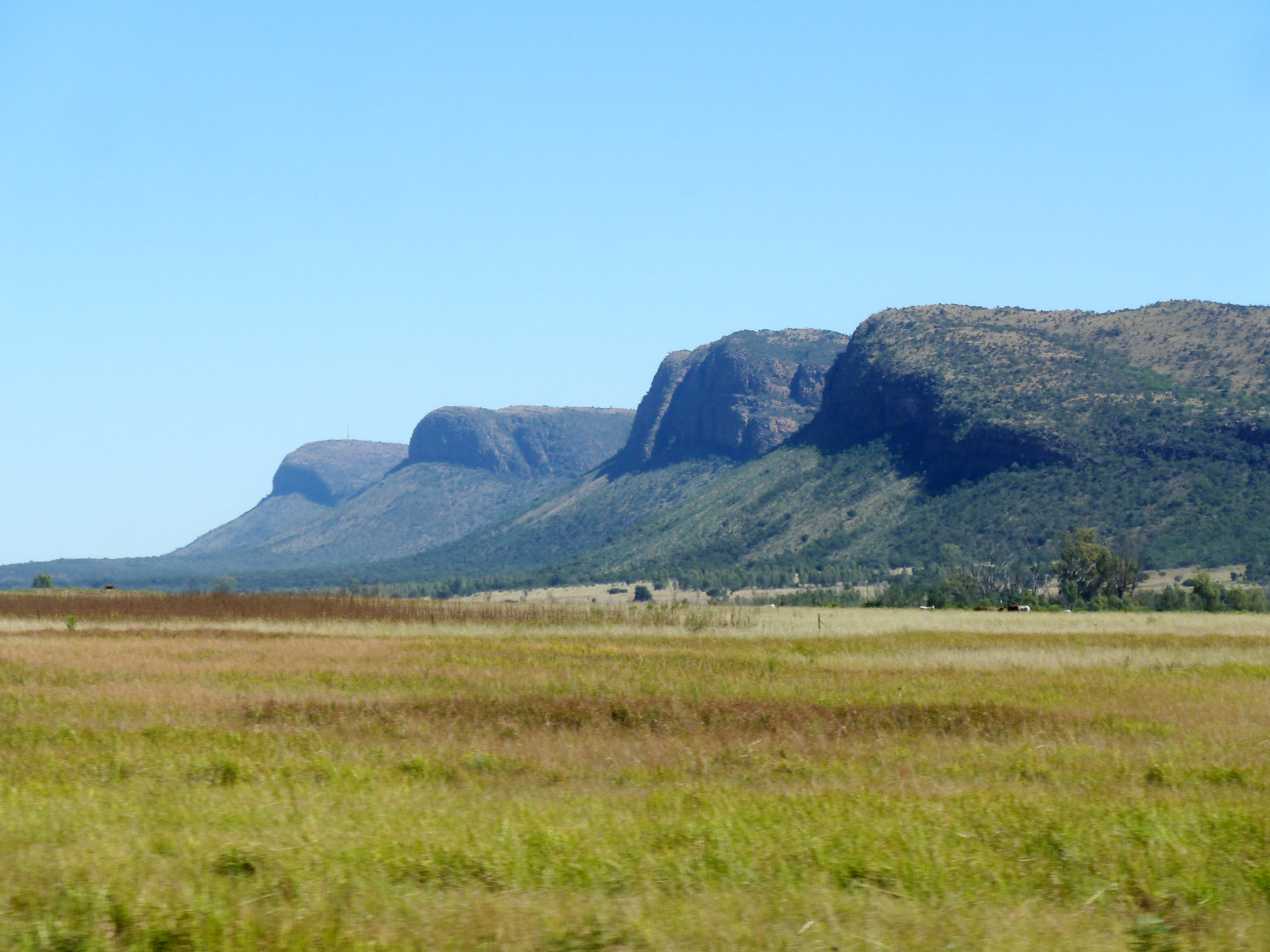
Rive de la Sandrivier près de Vaalwater. L'escarpement est constitué de grès jaune à grains grossiers.

Le socle rocheux est celui du craton du Kaapvaal, formé il y a environ 2,7 milliards d'années. Cette formation crustale est devenue la base du Waterberg, ultérieurement transformée par l'extrusion verticale de roches magmatiques. Celles-ci constituent le complexe igné du Bushveld (Bushveld Igneous Complex, BIC), riche en minéraux tels que le vanadium et le platine. L'extension de l’épanchement magmatique est d'environ 250 000 km2, quelquefois appelé Waterberg Supergroup.
Les dépôts sédimentaires des rivières traversant le Waterberg se sont poursuivis jusqu'à, environ, 1,5 milliard d'années. Plus récemment, il y a environ 250 millions d'années, le craton du Kaapvaal est entré en collision avec le supercontinent du Gondwana, ce qui le fractura pour former les continents actuels. Le Waterberg présente des reliefs de mesas, de buttes et quelques kopjes. Certaines falaises surplombent de 550 m la plaine qu'elles dominent, exposant des grès multicolores.

### Faune et flore

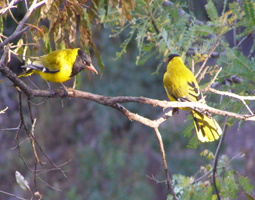
Loriot masqué : un mâle et une femelle au cours d'une parade amoureuse, zone riparienne du Waterberg central.

Il y a plusieurs sous-habitats dans la biosphère du Waterberg, qui est globalement une forêt sèche à feuilles caduques. Michaël Hogan distingue la savane du haut plateau, une végétation ombragée de falaises et une zone riparienne, associée à des marais.
La savane est constituée de prairies et de forêts semi-caduques, avec des arbres tels que Kirkia wilmsii, Terminalia sericea (Terminalia sp.), Heteropyxis natalensis. La canopée est pratiquement dépourvue de feuilles durant la saison sèche (hiver austral). Quelques habitats isolés de Pachypodium existent près des kopjes. La végétation herbeuse comprend les espèces Eleusine indica, Brachiaria serrata (Brachiaria sp.) et de la bruyère.
Les prairies permettent le pâturage d'espèces telles que l'Impala, le Grand koudou, l'Oréotrague et le Gnou bleu. Les autres mammifères typiques sont la Girafe, le Rhinocéros blanc et le Phacochère. Les serpents sont représentés par le Mamba noir et le Cobra cracheur. En 1905, Eugène Marais étudia les serpents du Waterberg. Concernant les oiseaux, on rencontre des Loriots masqués et des Vautours africains. Les principaux prédateurs sont les léopards, les hyènes et les lions.
La végétation des falaises est abondante dans le Waterberg du fait d'une érosion fluviale très ancienne. Le porc-épic africain utilise les grottes qu'on y trouve. Certains arbres s'accrochent aux parois des falaises, tels Albizia tanganyicensis (Albizia sp.) qui présente des écailles d'écorce pendant de son tronc épais. Un autre arbre représentatif de ce type d'habitat végétal est l'arbre à fièvre, considéré par les Bochimans comme ayant des pouvoirs particuliers permettant la communication avec les morts. On le trouve sur les falaises au-dessus de la rivière Palala, notamment dans un site utilisé pour des cérémonies à l'époque préhistorique, présentant par ailleurs des peintures rupestres intactes.
La zone riparienne est associée aux divers cours d'eau qui parcourent le Waterberg. Ce sont tous des affluents du Limpopo qui coule vers l'est et se jette dans l'océan Indien. On y trouve le saule des rivières (Combretum erythrophyllum). Ces zones sont des refuges pour les oiseaux, les reptiles et les mammifères qui ont besoin de plus d'eau que les espèces vivant sur le plateau. Les rives sont habitées par des superprédateurs, tels le crocodile du Nil et l'hippopotame. Ces habitats humides ont un nombre réduit d'insectes aquatiques et le Waterberg est considéré comme exempt de paludisme.

Faune et flore de la réserve de biosphère du Waterberg
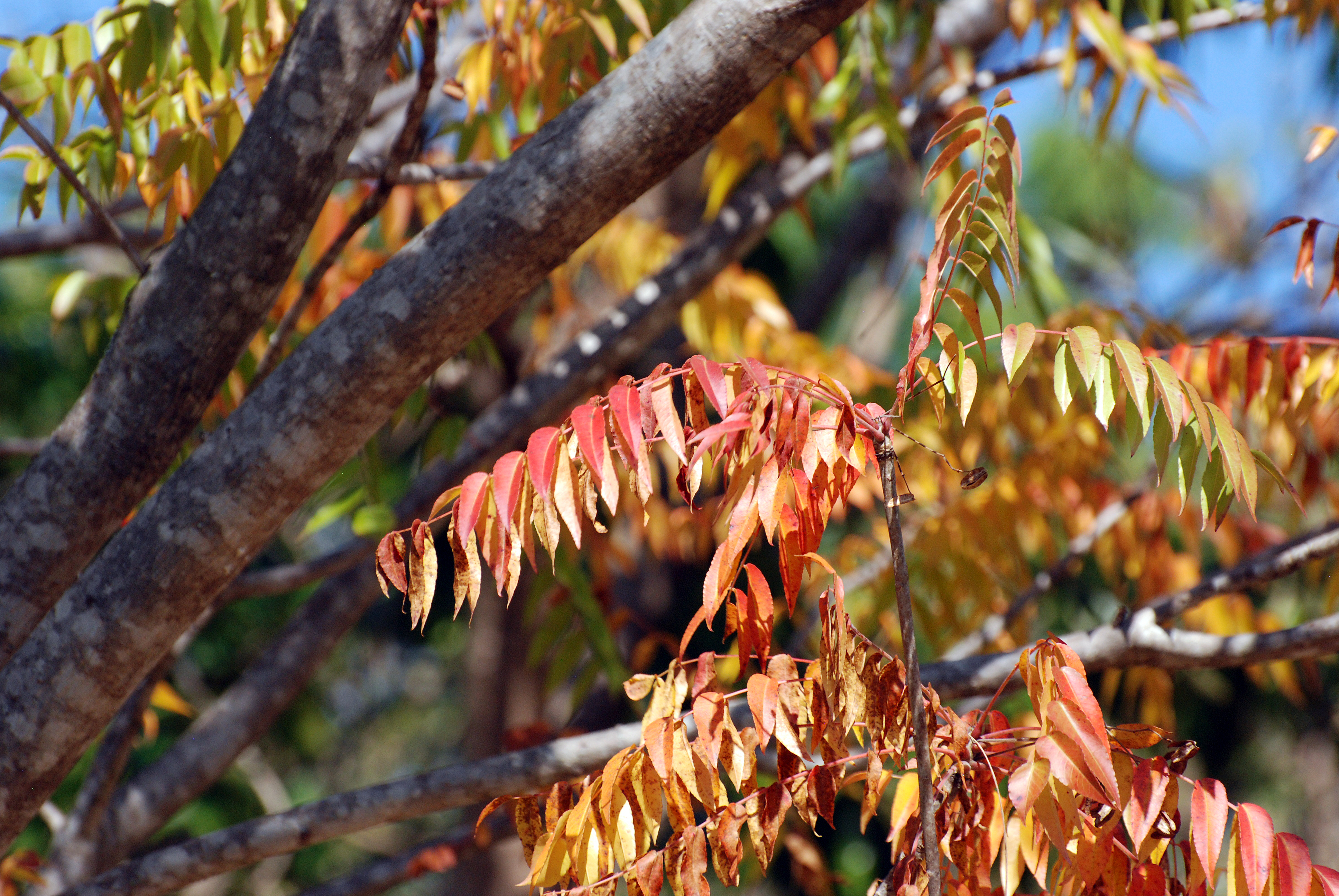
Kirkia wilmsii.
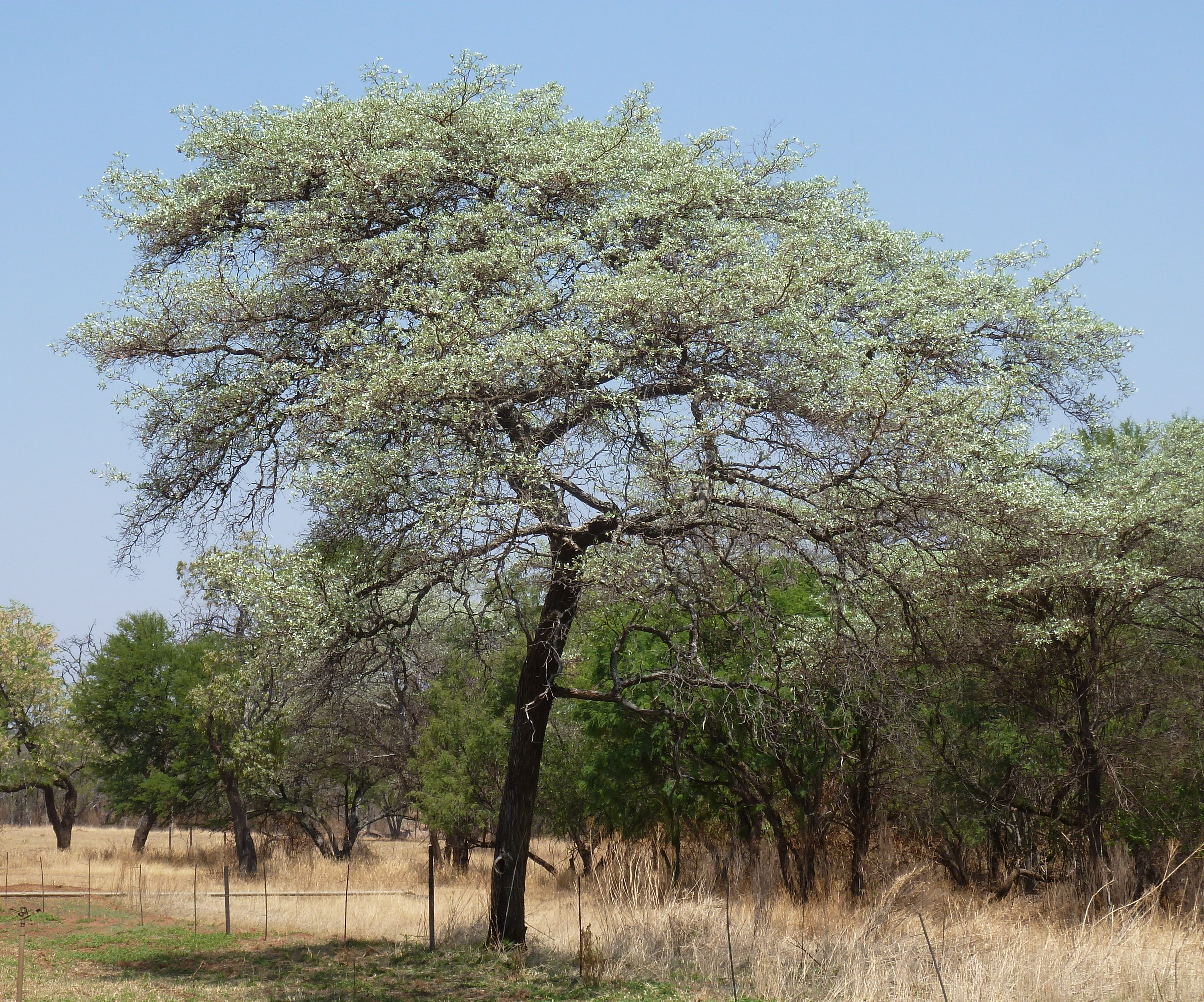
Terminalia sericea avec son feuillage de printemps.
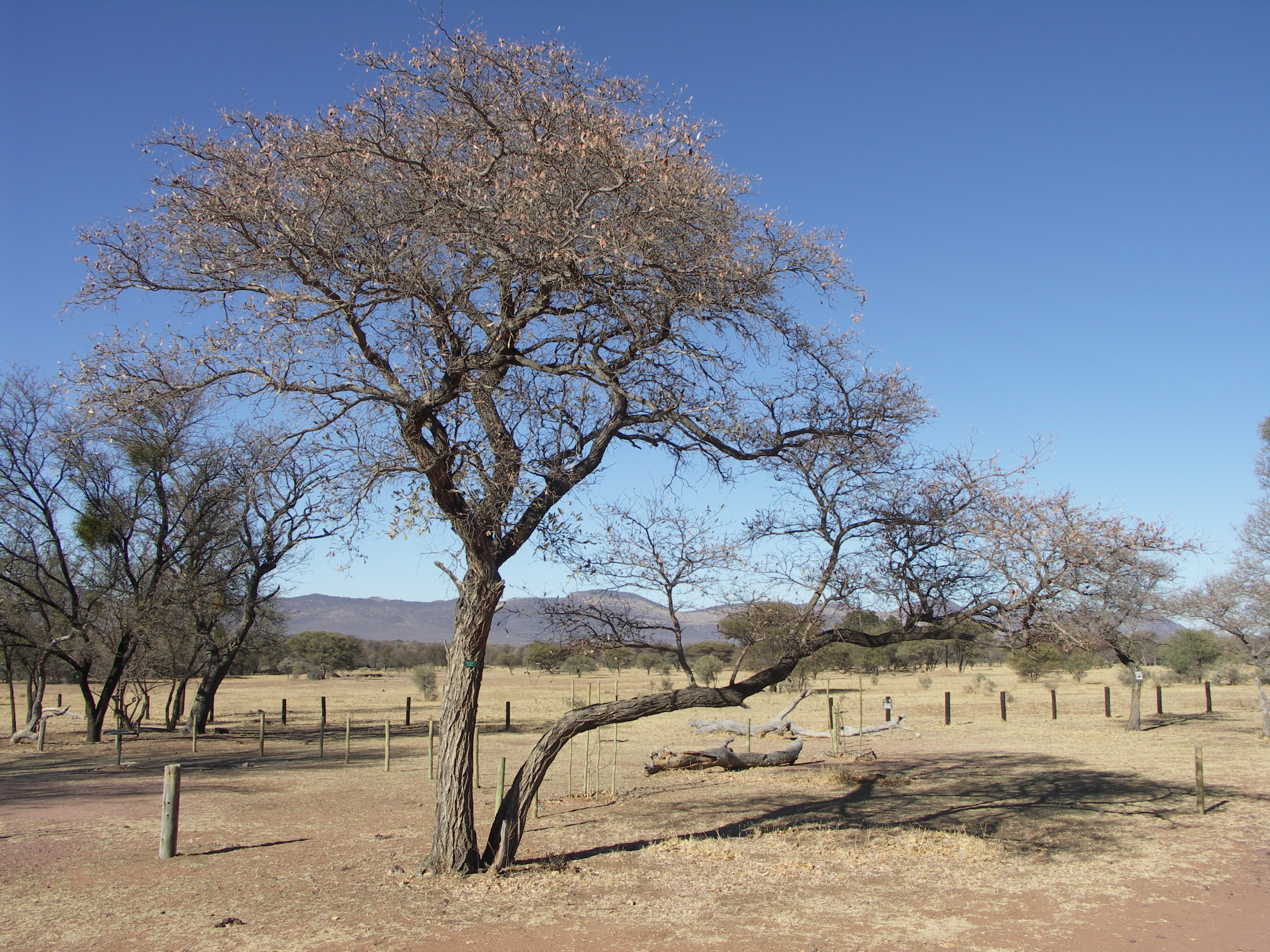
Terminalia sericea avec son feuillage d'hiver.
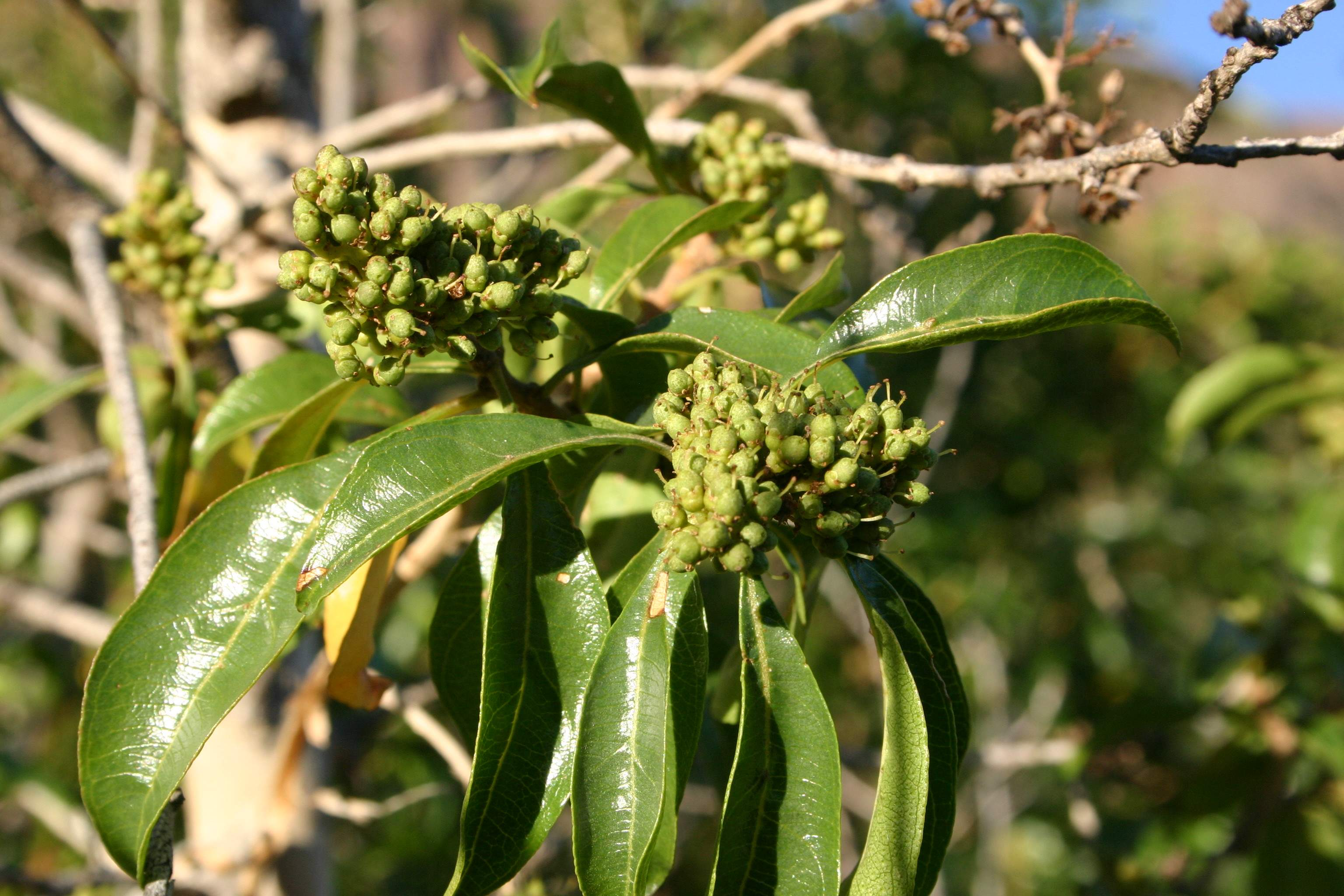
Heteropyxis natalensis.
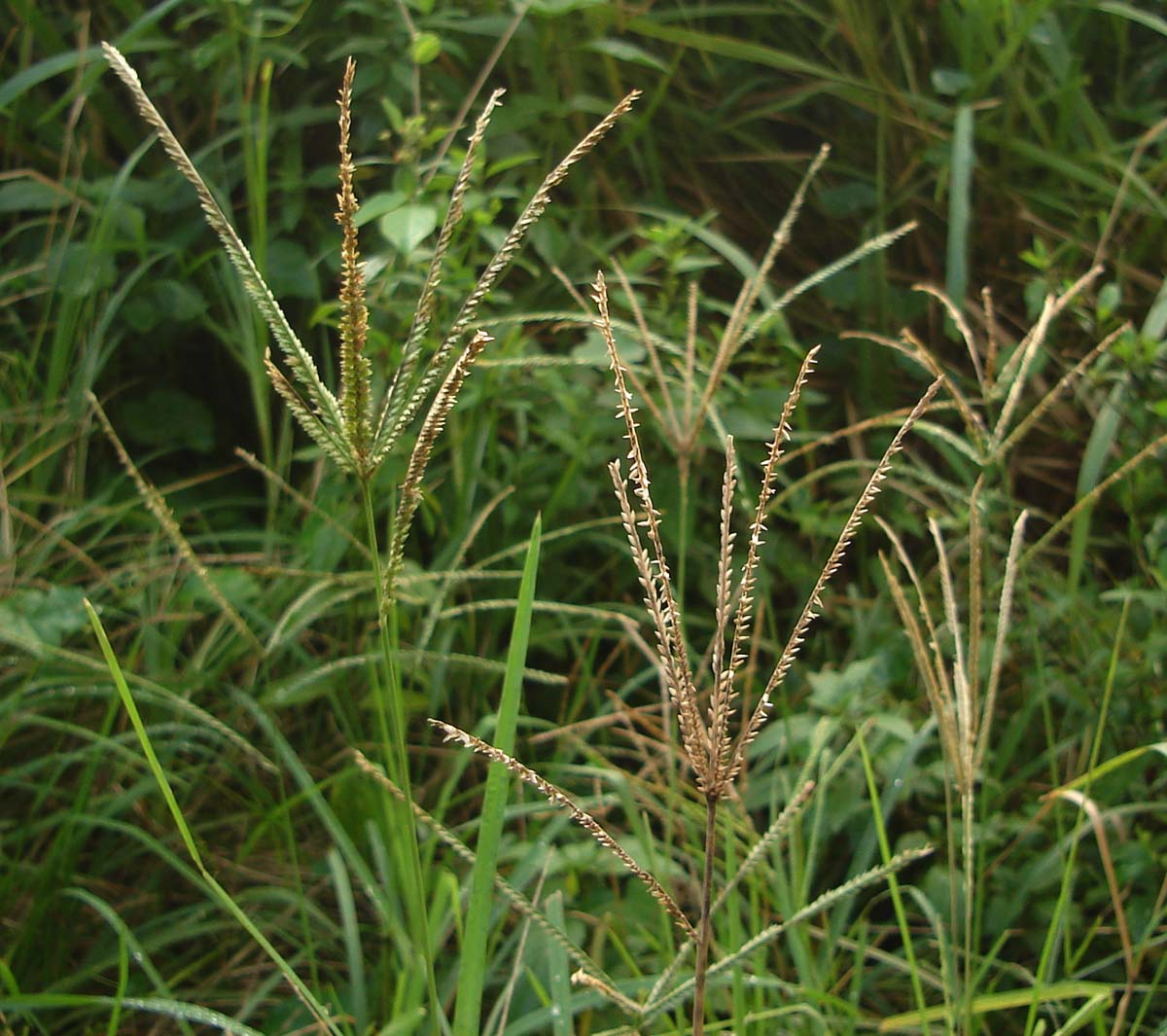
Eleusine indica.
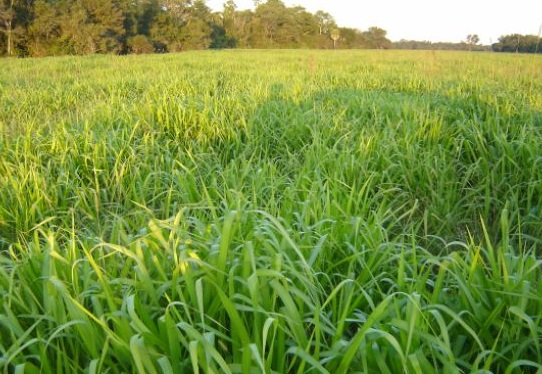
Brachiaria.
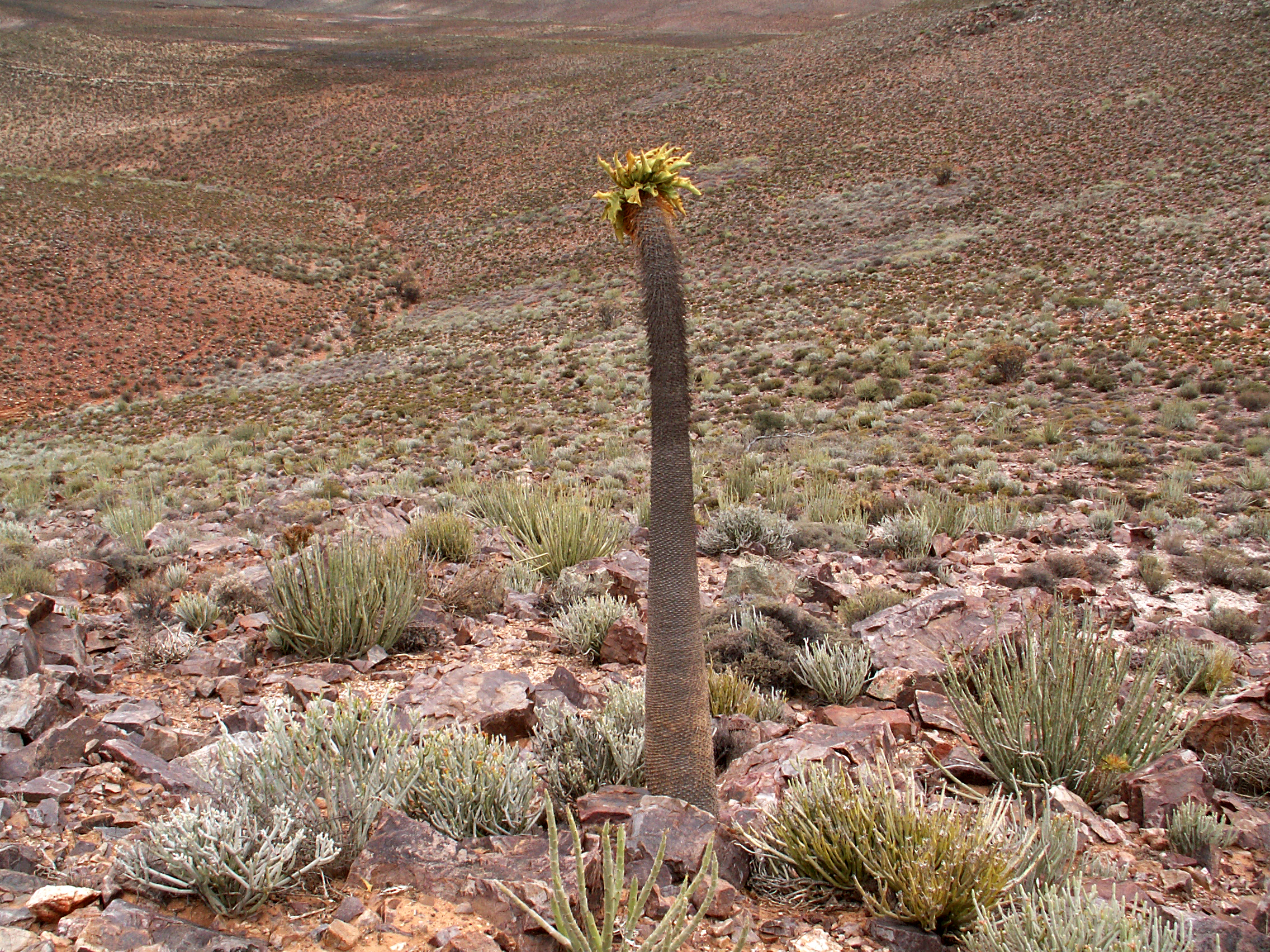
Pachypodium namaquanum.
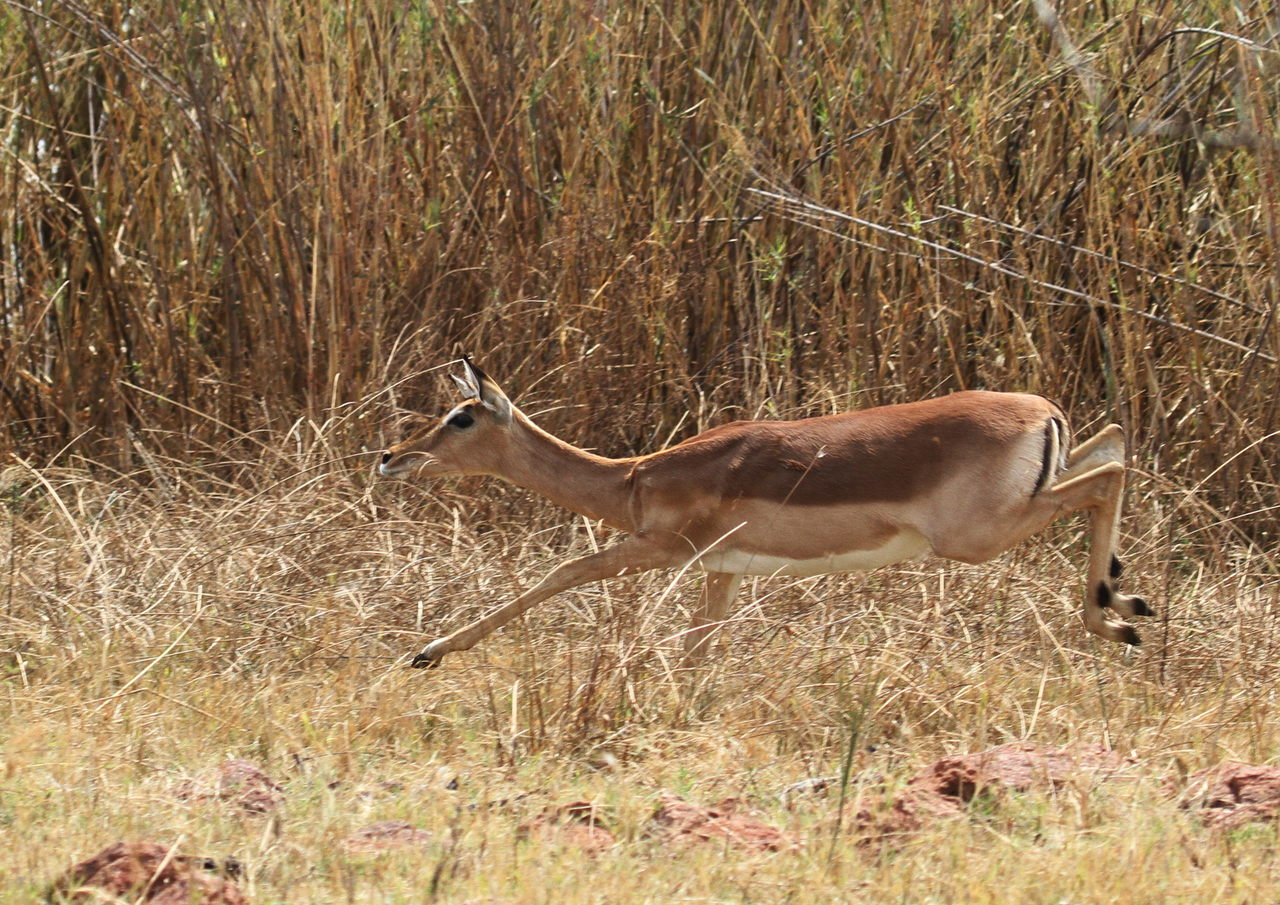
Impala.
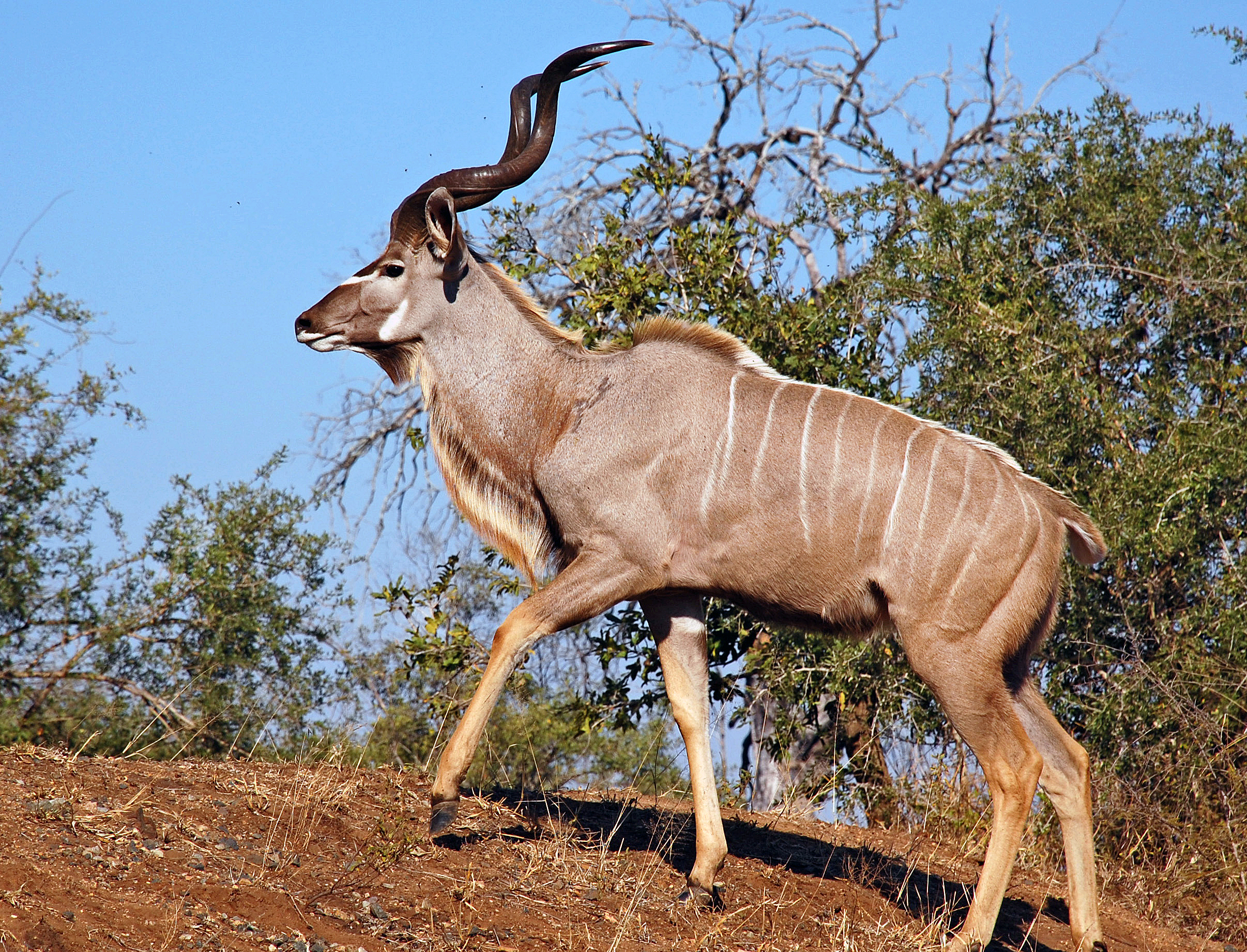
Grand koudou mâle.
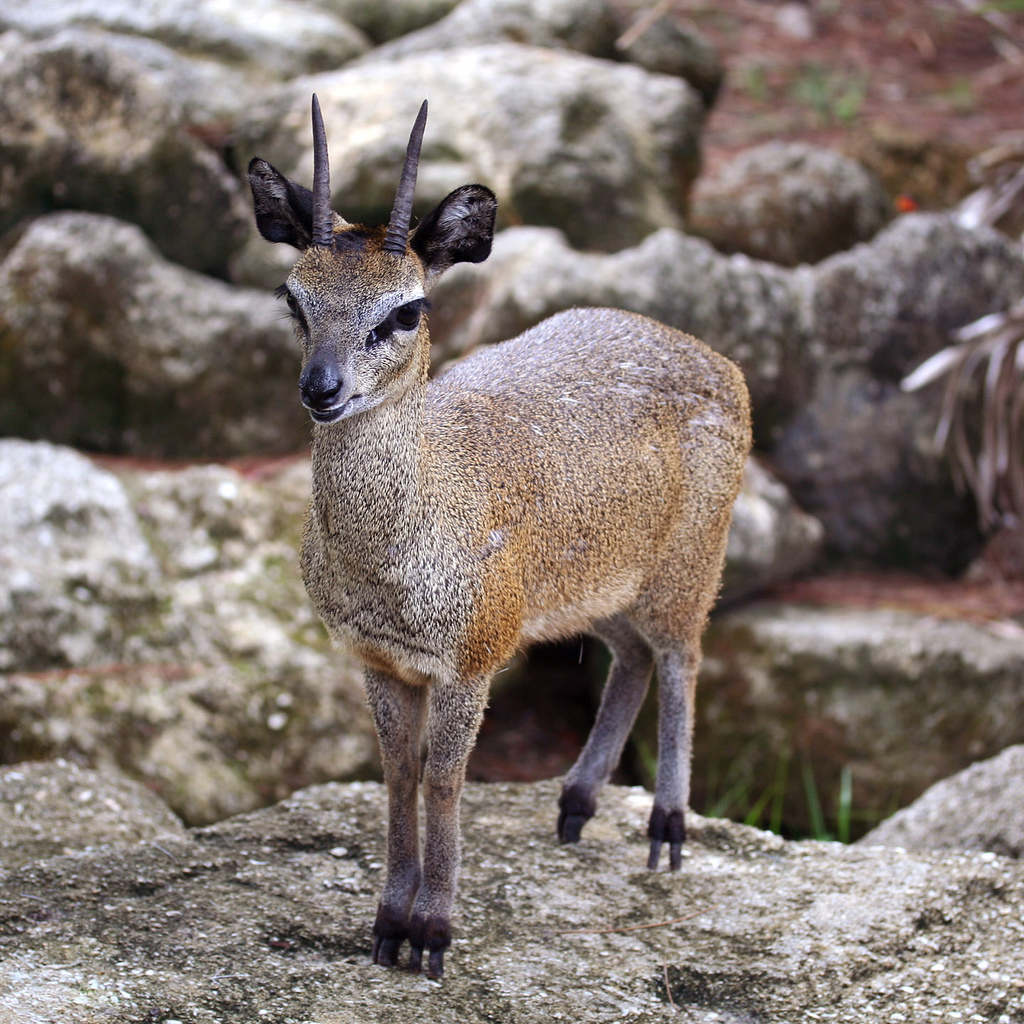
Oréotrague.
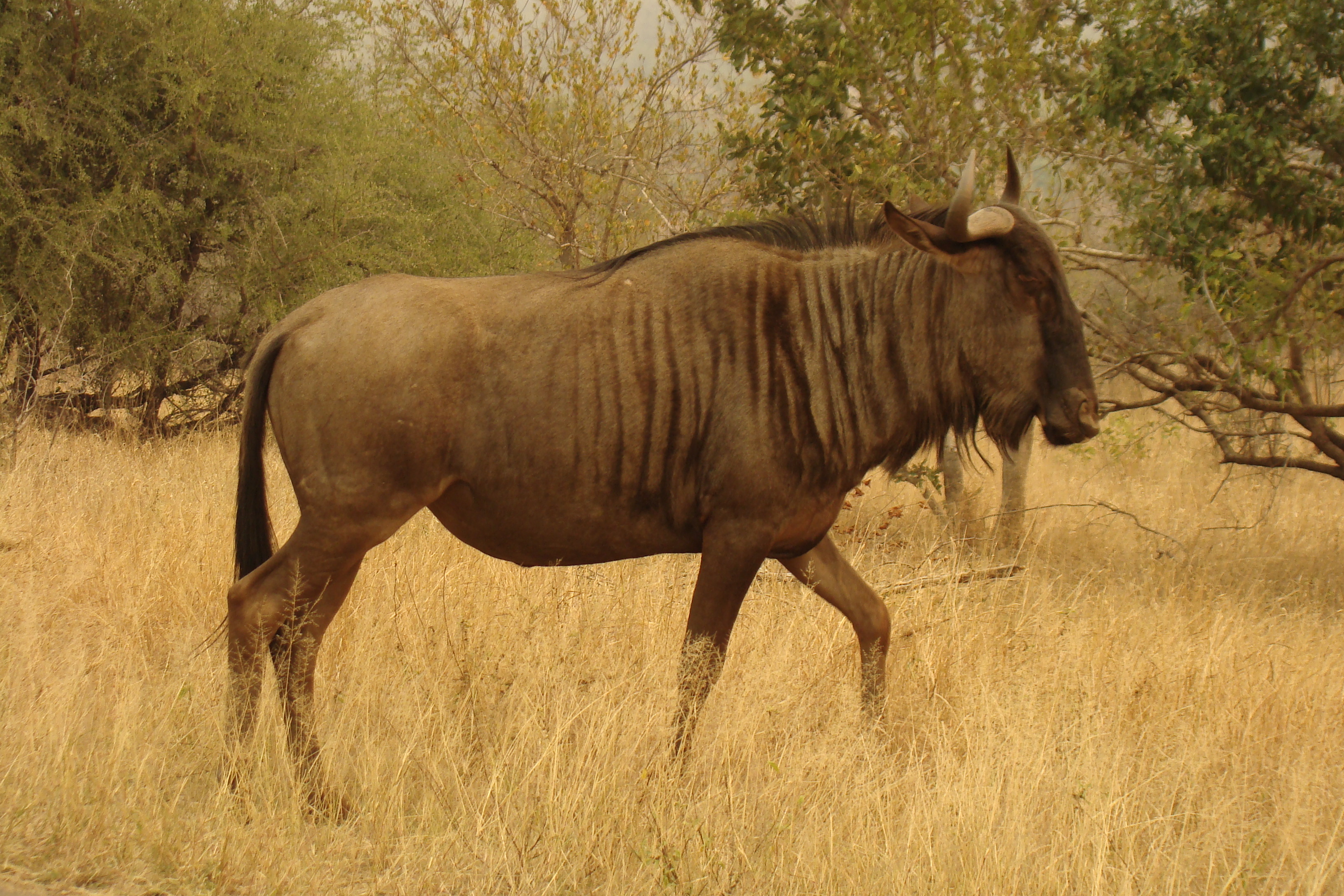
Gnou bleu.
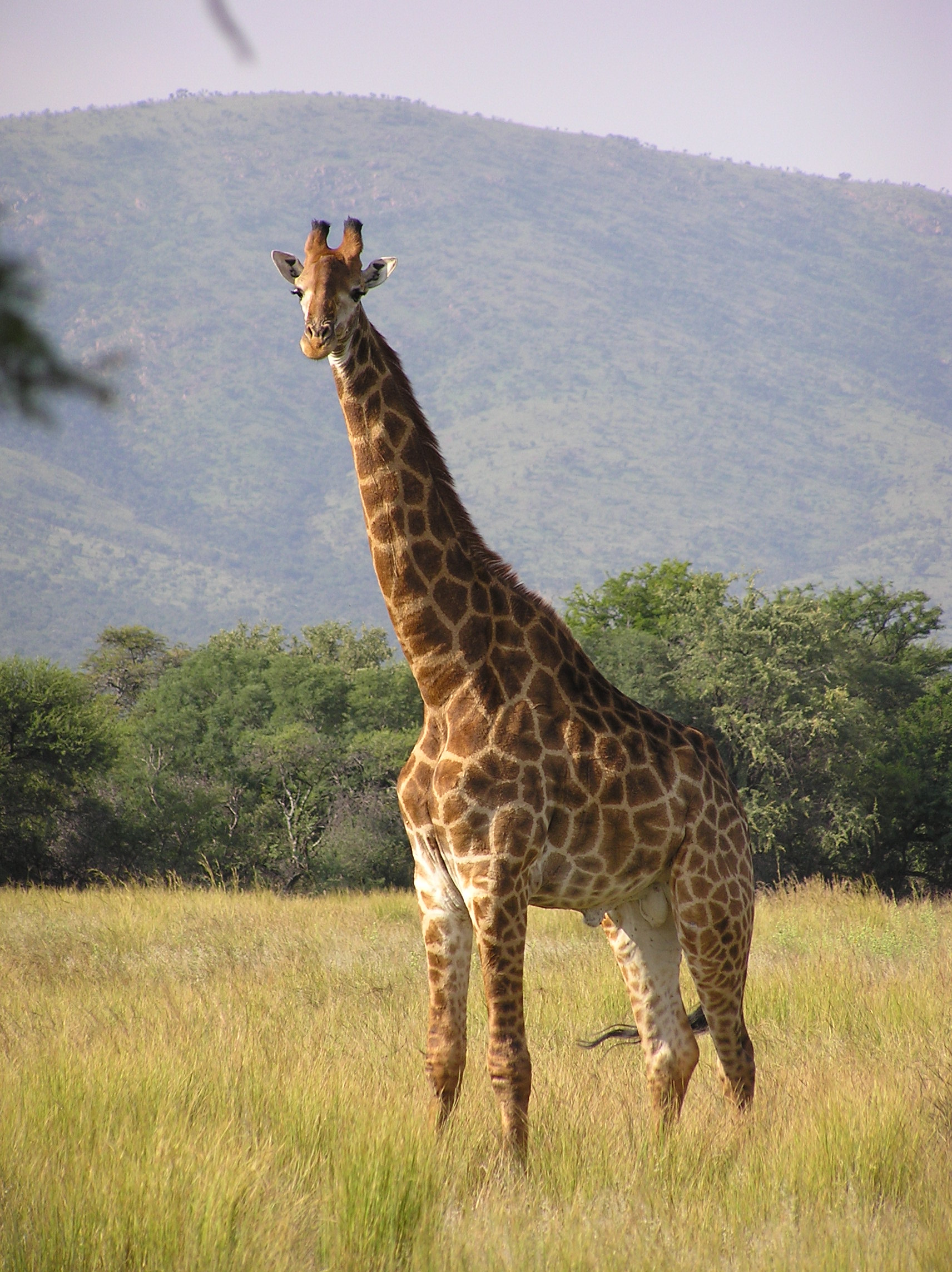
Girafe.
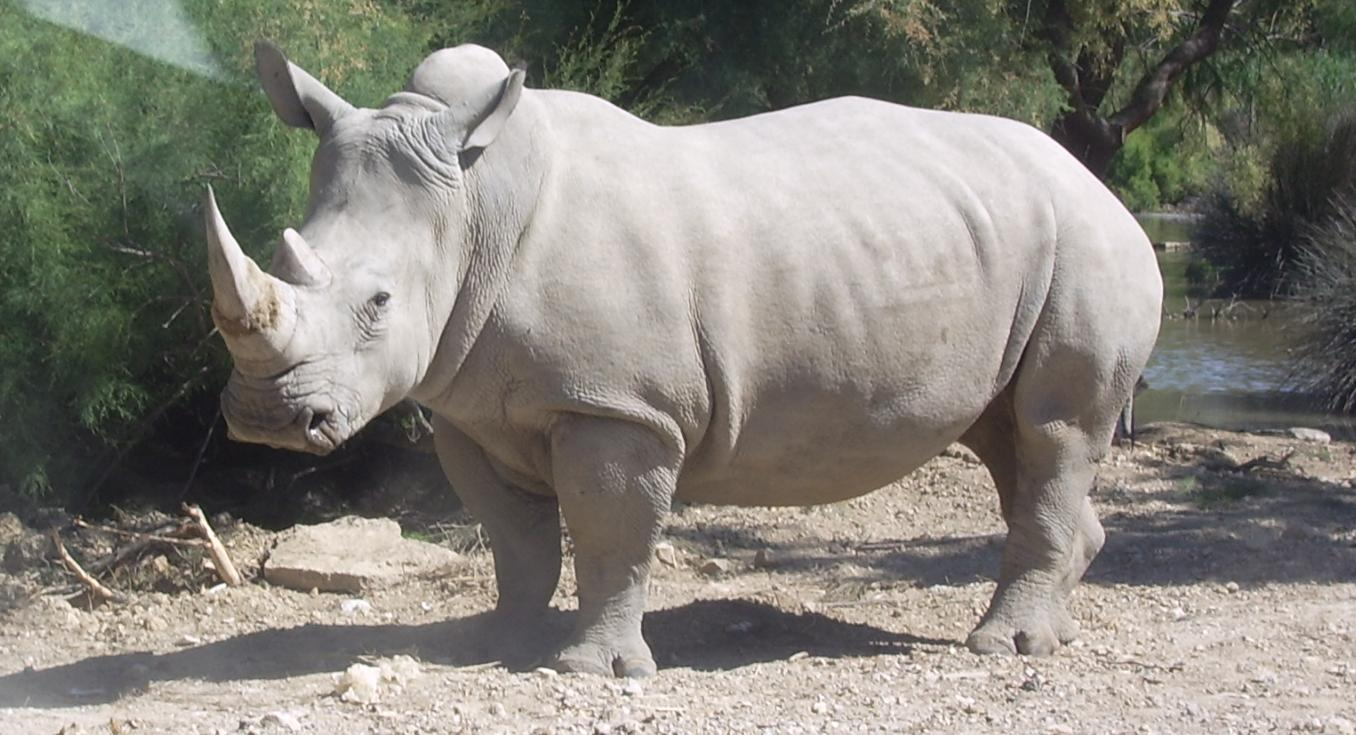
Rhinocéros blanc.
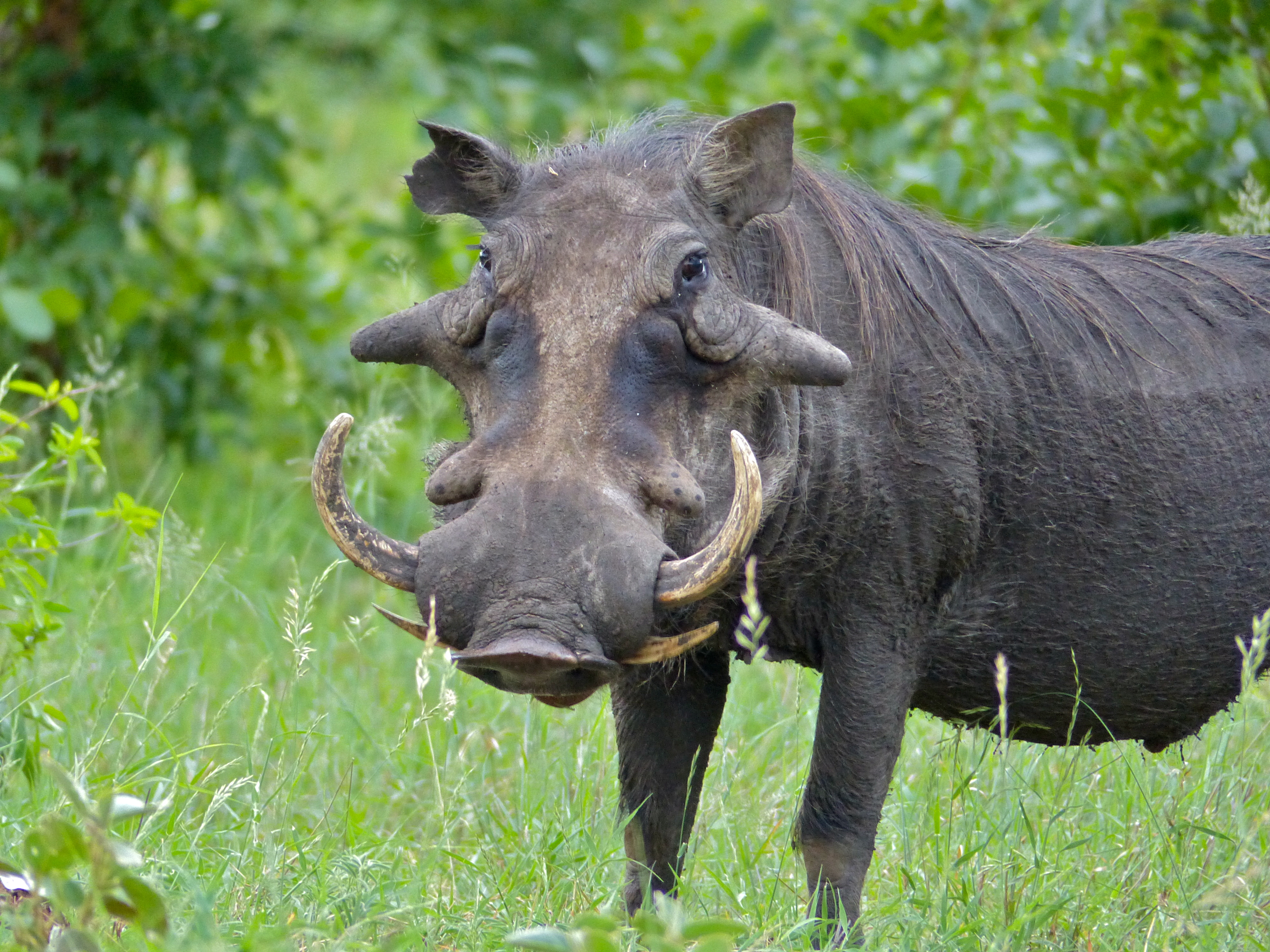
Phacochère.
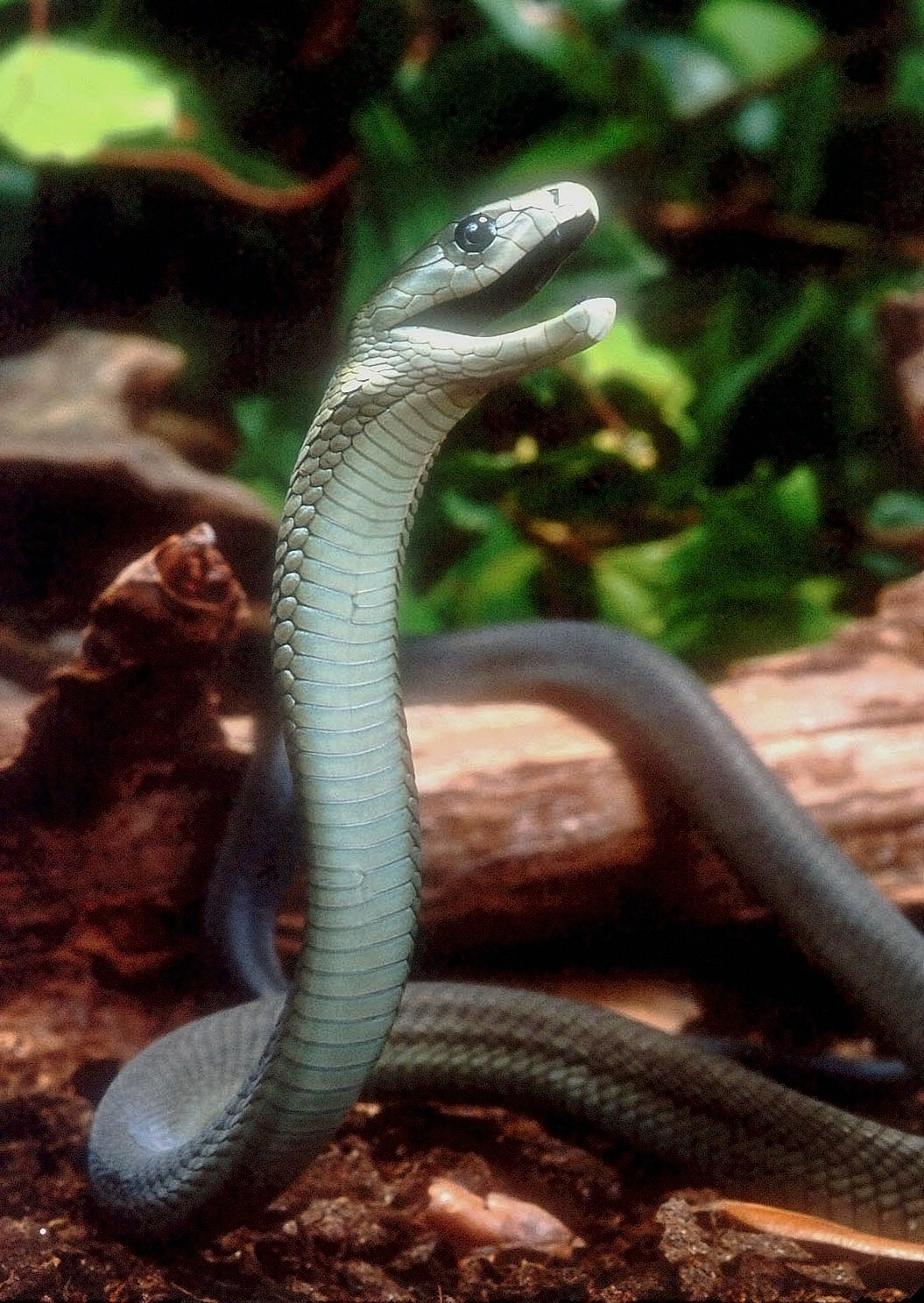
Mamba noir.
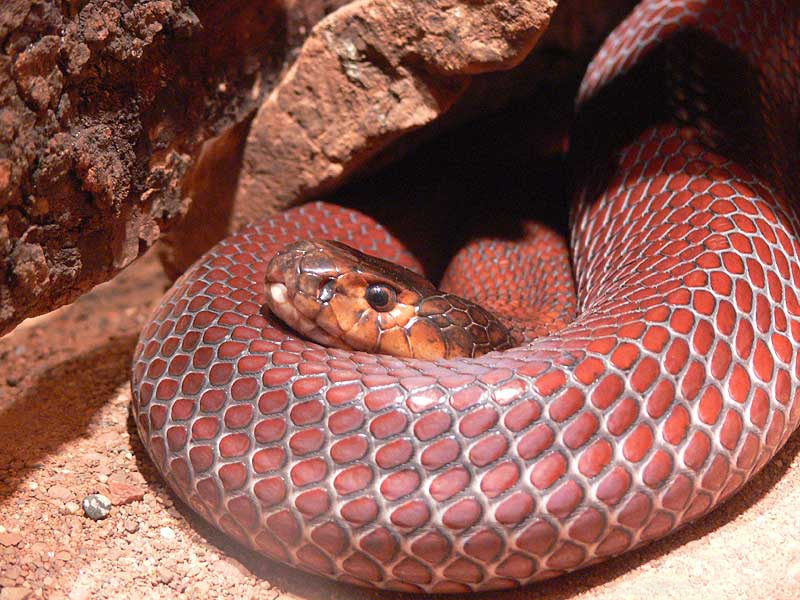
Cobra cracheur rouge d'Afrique.
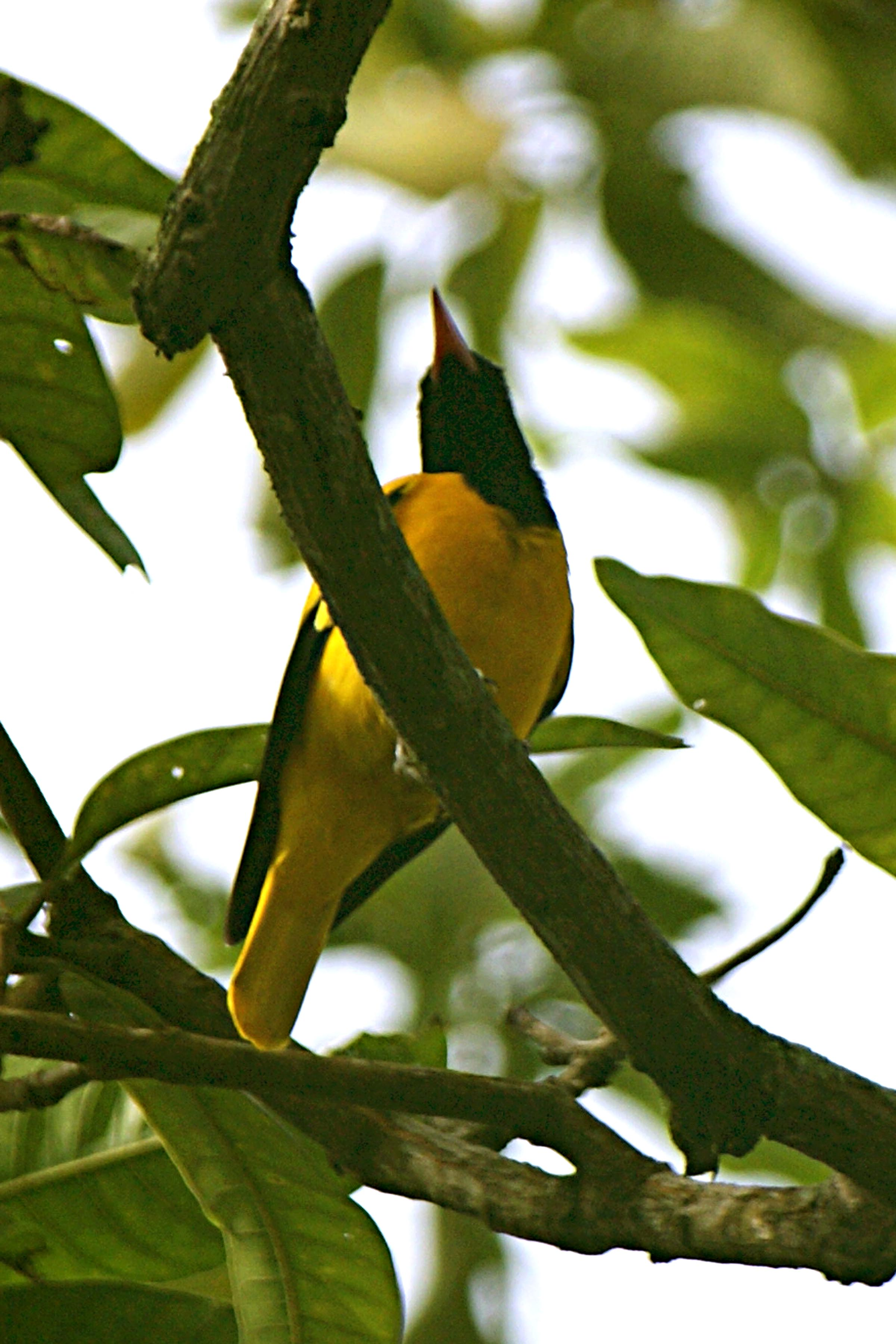
Loriot masqué.
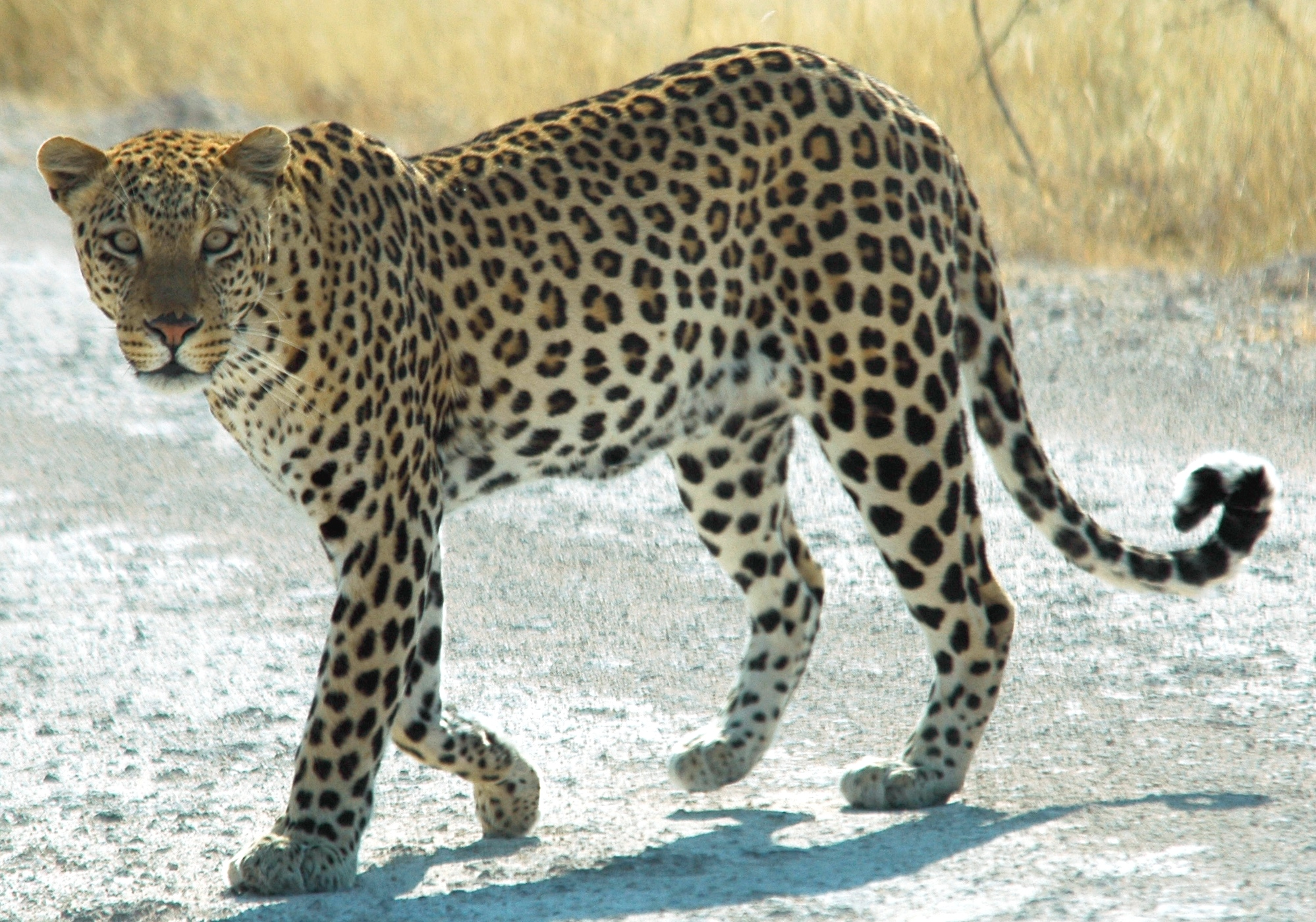
Léopard d'Afrique.
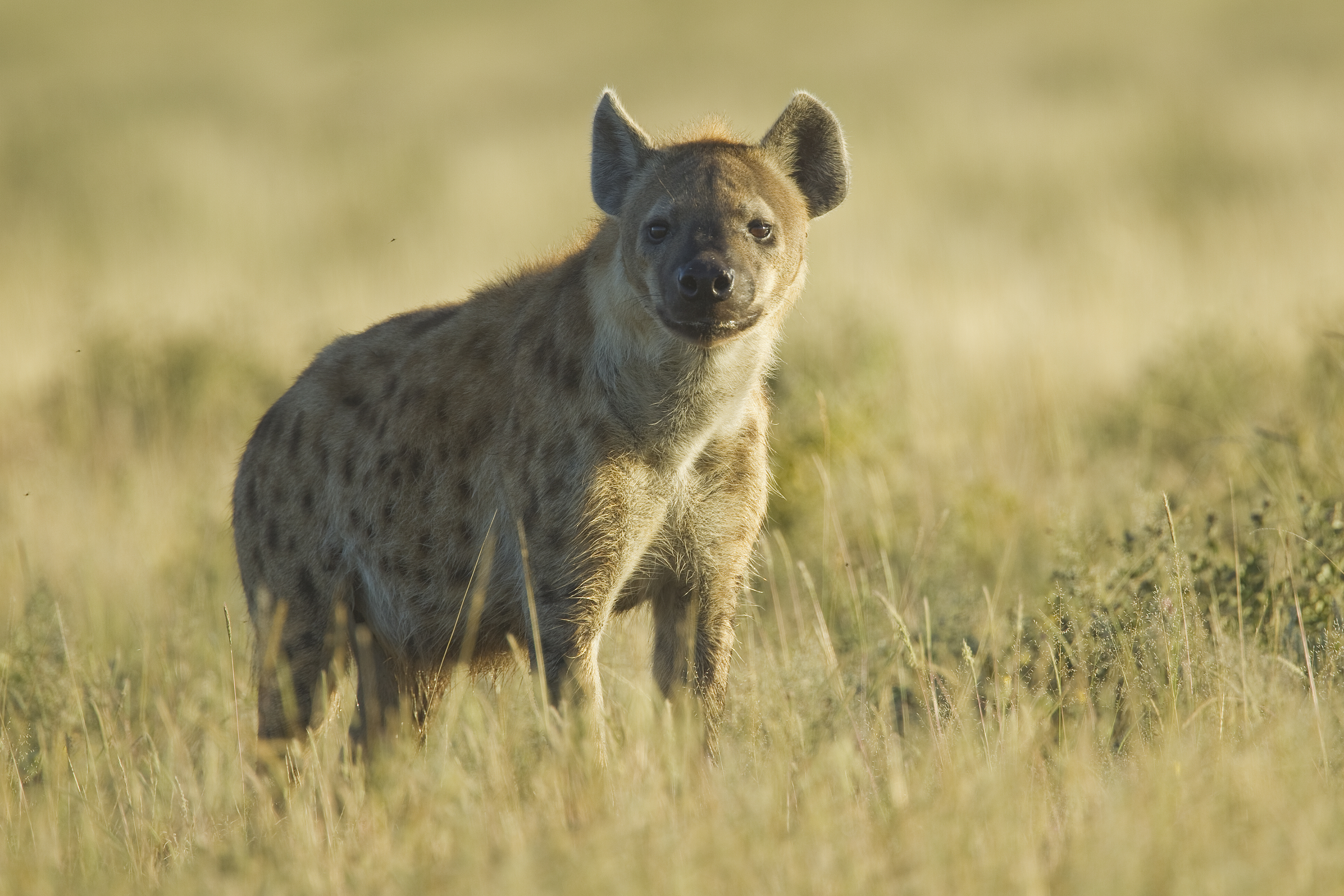
Hyène tachetée.
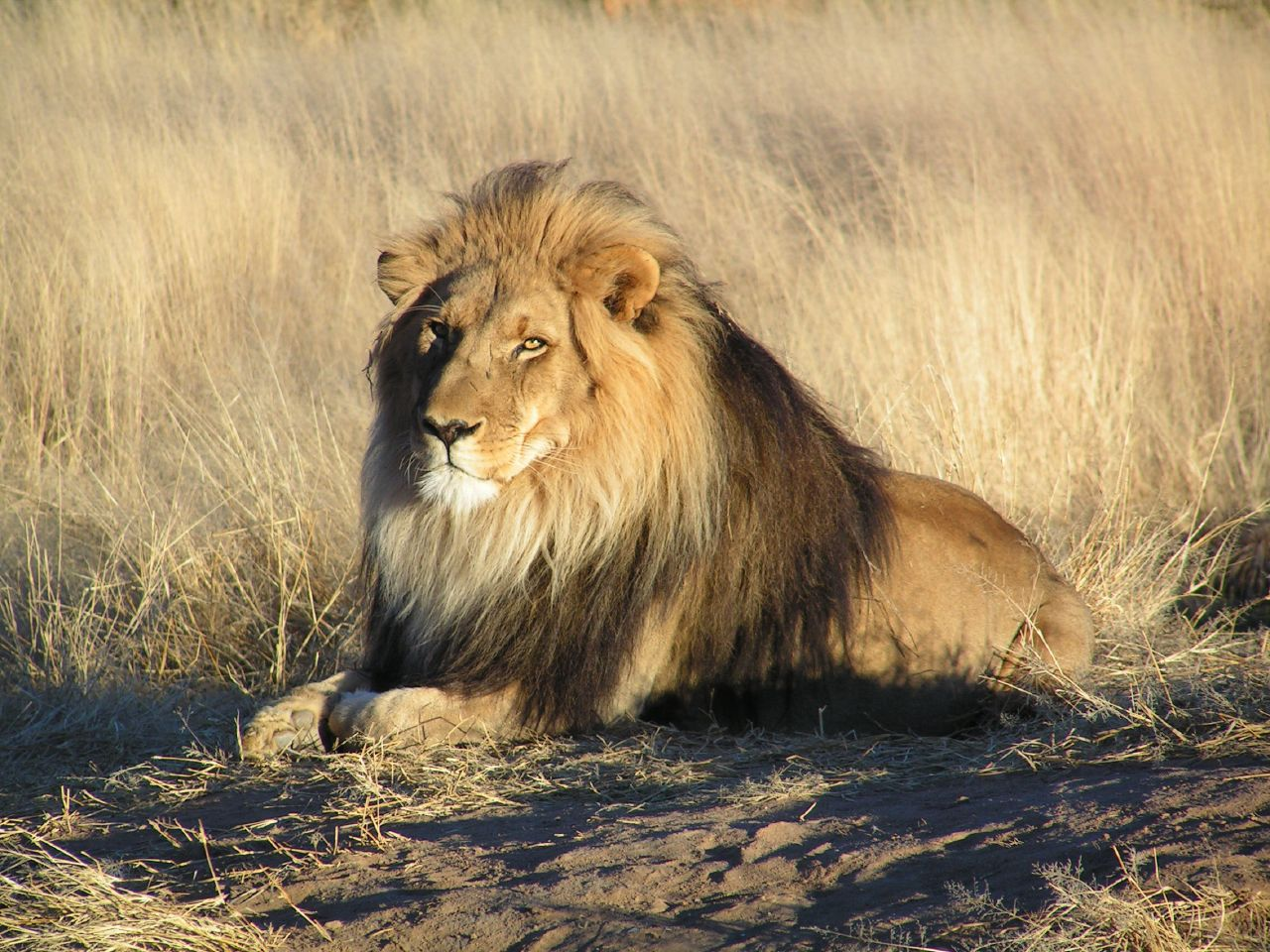
Lion.
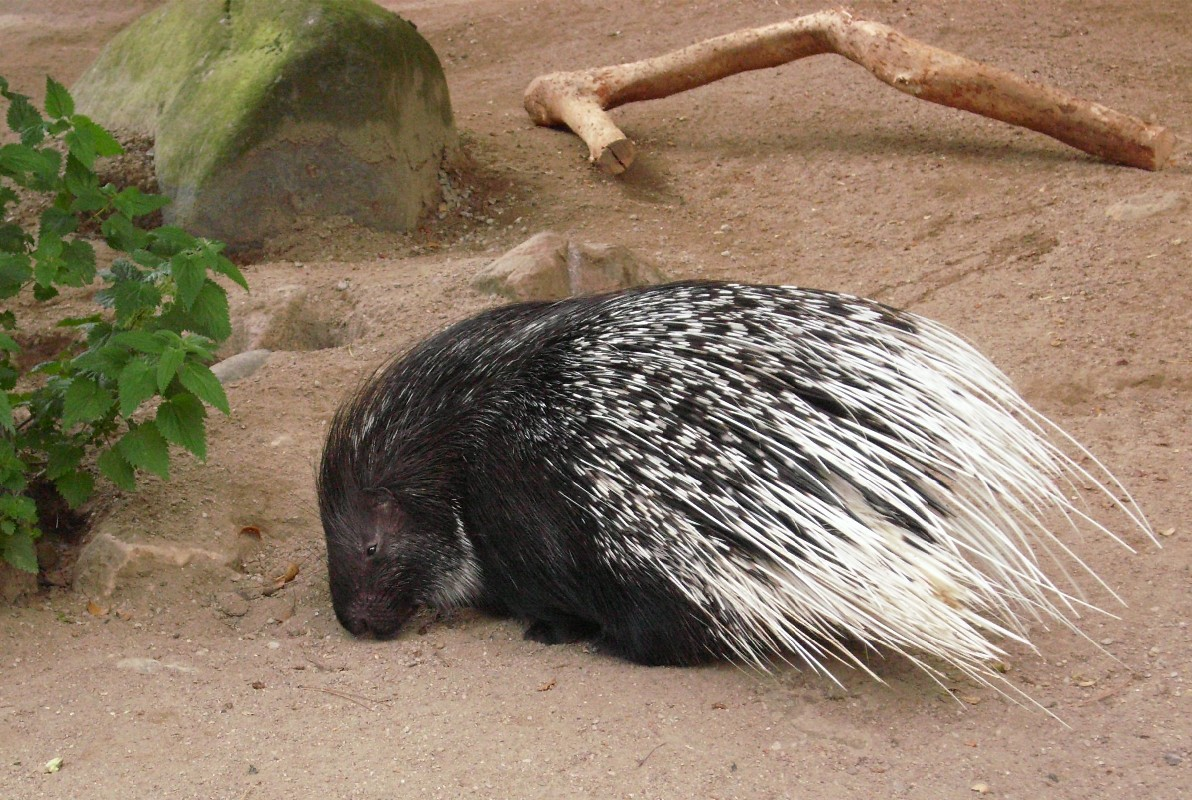
Porc-épic.
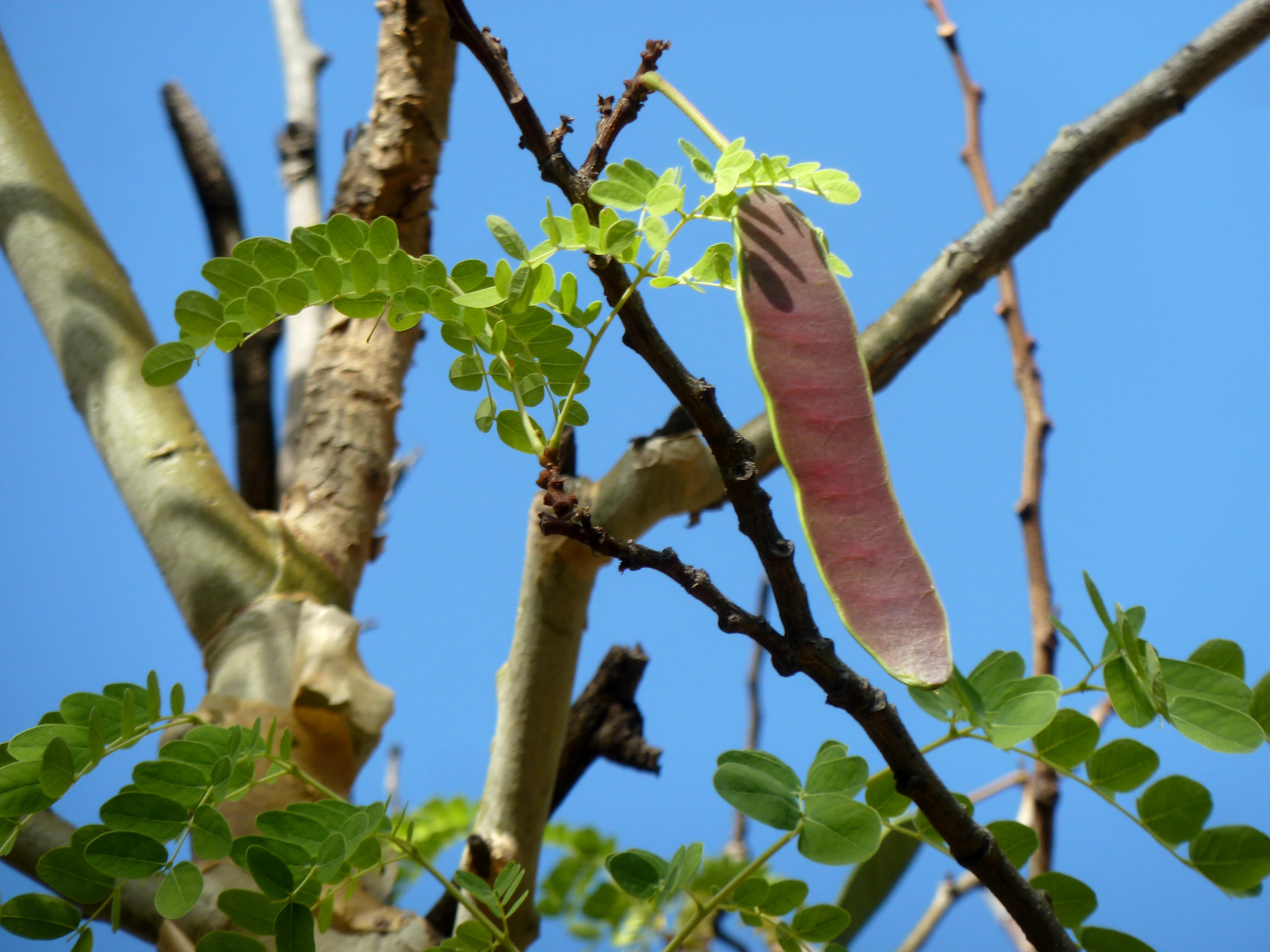
Albizia tanganyicensis.
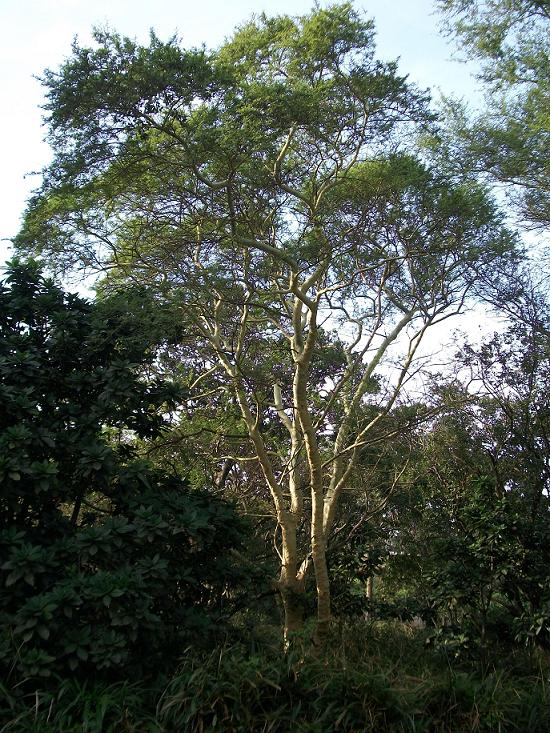
Arbre à fièvre.
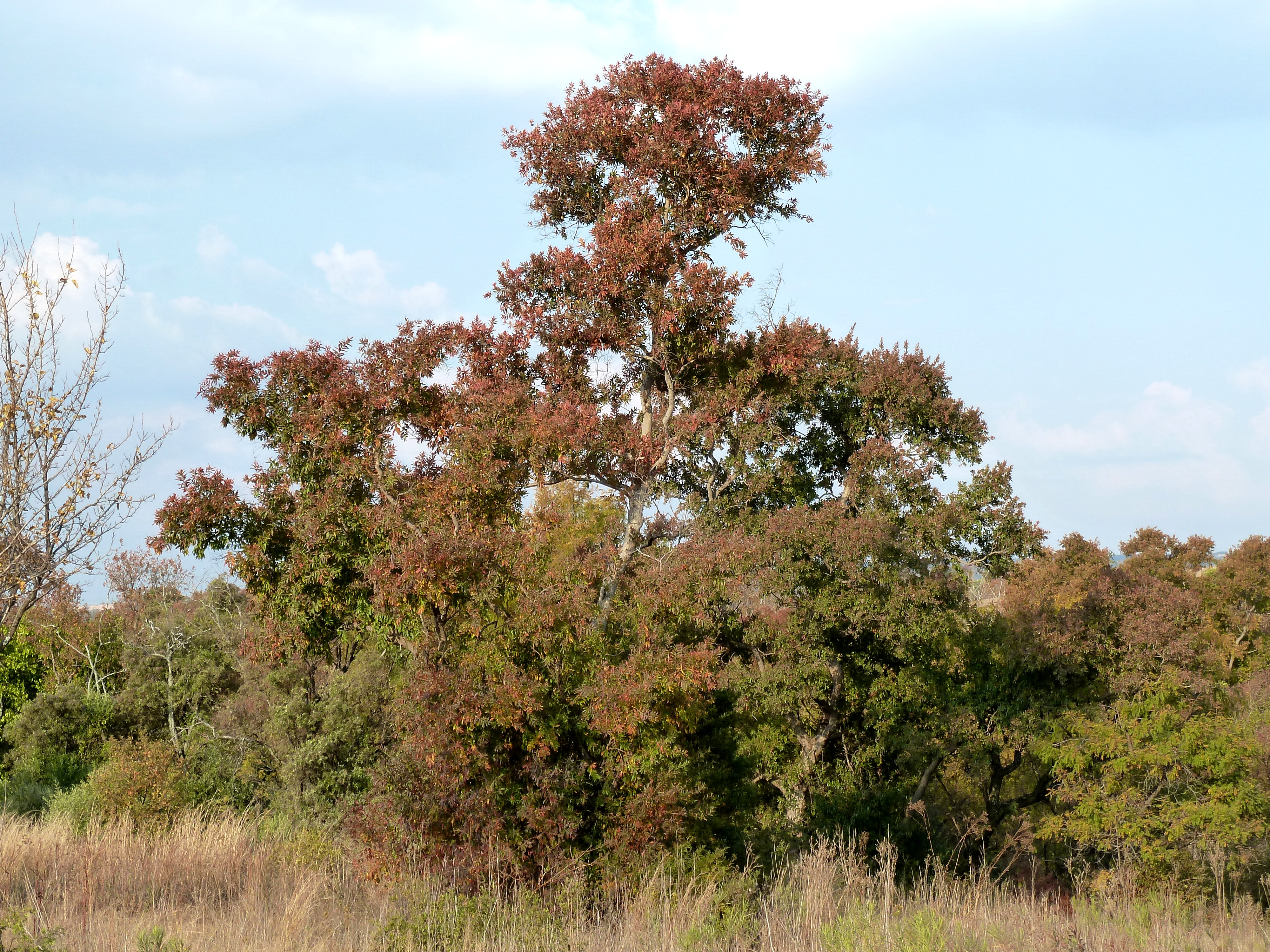
Combretum erythrophyllum.
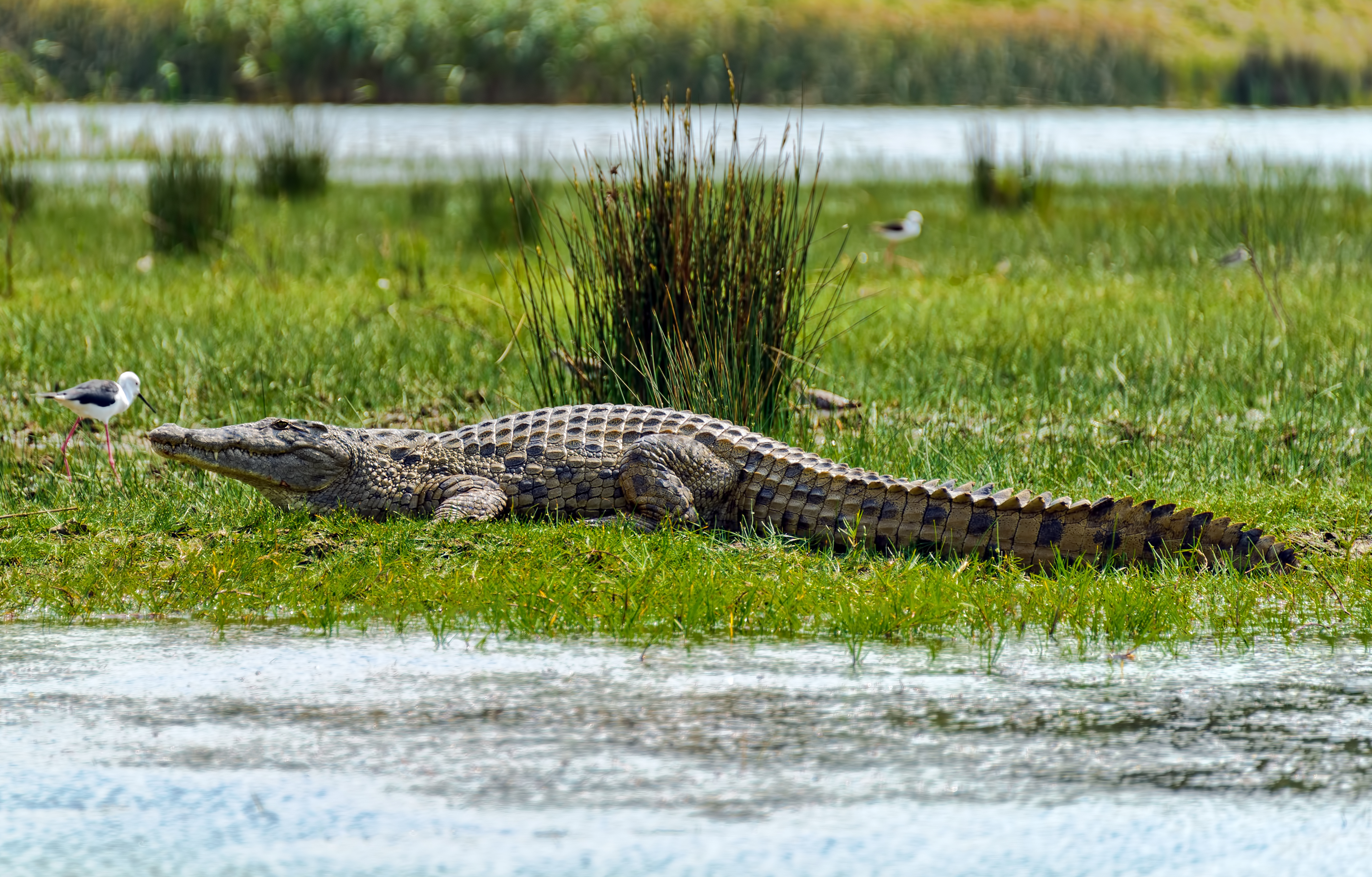
Crocodile du Nil.
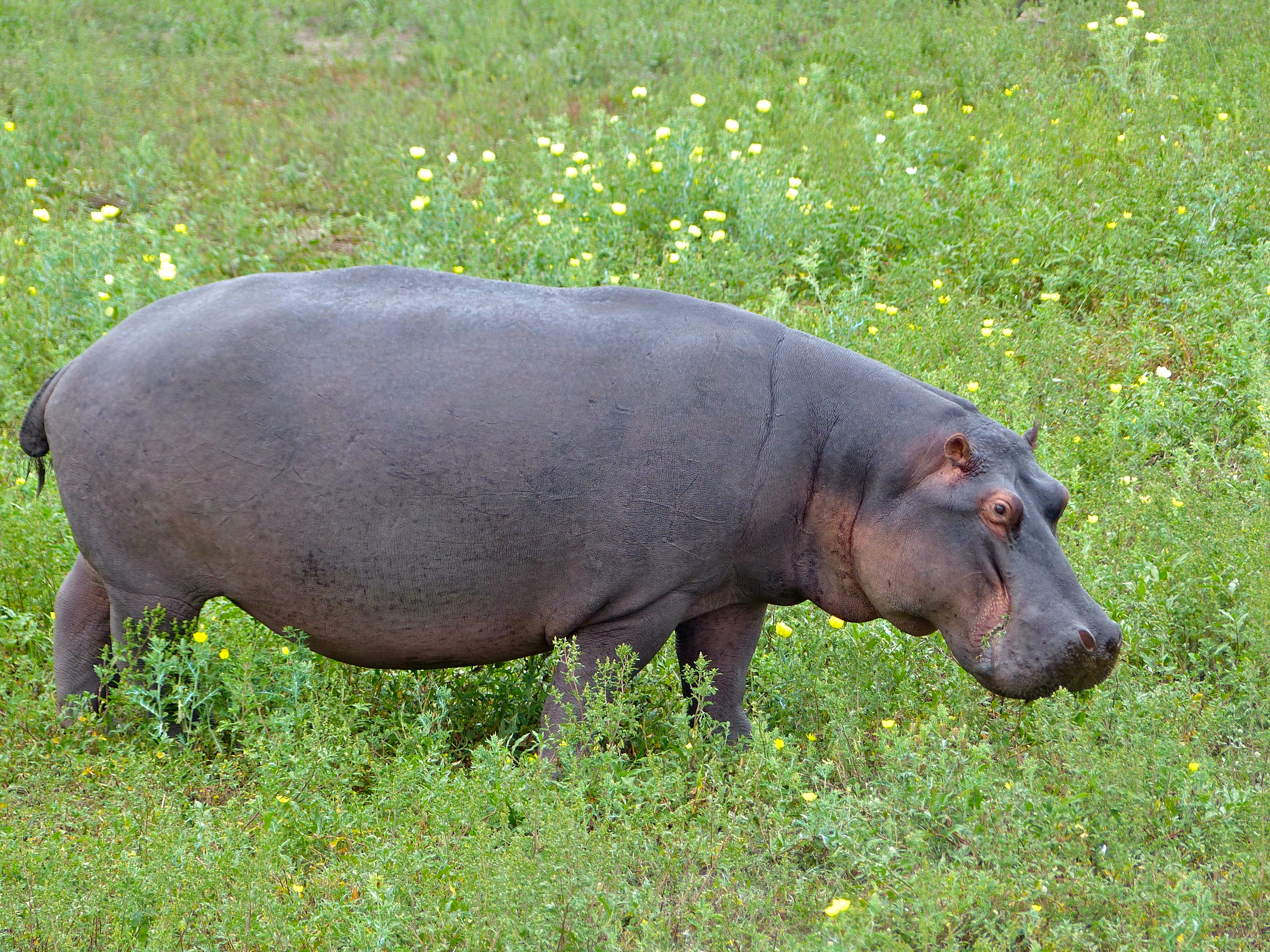
Hippopotame.

## Histoire

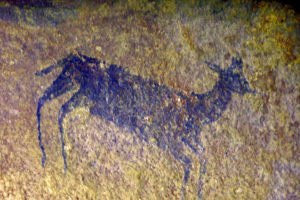
Peintures rupestres réalisées par des Bochimans de l'âge de pierre (Lapalala Wilderness).

Les formations gréseuses étaient sans doute suffisantes pour retenir les eaux souterraines et créer un environnement approprié pour les premiers hommes. Les falaises en surplomb leur fournissaient des abris naturels. Les ancêtres des premiers humains se trouvaient sans doute dans le Waterberg trois millions d'années auparavant ; le site de Makapansgat, à une quarantaine de kilomètres, abritait des squelettes d'Australopithecus africanus. Michaël Hogan suggère que Homo erectus, dont des traces ont été découvertes à Makapansgat, « pourrait s'être déplacé de manière saisonnière sur les hauteurs du Waterberg durant l'été (décembre à mars). »
Les Bochimans arrivèrent au Waterberg il y a environ deux mille ans. Ils réalisèrent des peintures rupestres à Lapalala, qui montrent des rhinocéros et des antilopes. À l'âge du fer ancien, les bantous vinrent s'installer à cet endroit, introduisant les techniques d'élevage du bétail. Cette arrivée provoqua des changements au Waterbeg ; le bétail réduisit les plaines herbeuses qui laissèrent place à des broussailles, ce qui provoqua une prolifération de la mouche tsé-tsé et conséquemment une épidémie de trypanosomiase. S'ensuivit une dépopulation des plaines, tandis que les populations situées en altitude résistèrent, la mouche ne pouvant vivre à une altitude supérieure à 600 m.
Les populations arrivées ultérieurement laissèrent les premiers artefacts de l'âge de pierre trouvés dans le Nord de l'Afrique du Sud. Arrivés aux alentours de 1300, les Ngunis apportèrent de nouvelles techniques, telles la construction en pierres sèches, qui fut utilisée pour des ouvrages de défense à l'époque de l'âge du fer, dont on conserve quelques murs aujourd'hui. Les archéologues continuent à fouiller le Waterberg afin d'apporter de nouvelles lumières sur la culture Nguni et son architecture de pierres sèches.
Les premiers colons blancs arrivèrent au Waterberg en 1808 et le premier naturaliste, un Suédois, arriva au milieu du XIXe siècle. Au cours du XIXe siècle, un groupe de Néerlandais venus du Cap, à la recherche de Jérusalem, arrivèrent au Waterberg. Mésestimant les distances, ils crurent avoir atteint l'Égypte.
Après les affrontements entre les Néerlandais et les populations locales, la cohabitation dura jusqu'en 1900 environ. Les Néerlandais développèrent une agriculture de pâturage, ce qui multiplia les effets sur les autochtones. Au début du XXe siècle, il y avait environ deux mille habitants dans l'ouest du Waterberg et la régression des plaines herbeuses commença à avoir des effets négatifs importants sur la faune sauvage.

## Gestion environnementale
En 2006, environ 80 000 personnes vivaient sur le plateau du Waterberg. Après les ravages écologiques causés par le pâturage du bétail au milieu des années 1900, les propriétaires fonciers de la région prirent conscience de l'intérêt de restaurer la zone pour attirer et protéger les antilopes, rhinocéros et autres espèces dont le nombre avait chuté drastiquement à cause de ce surpâturage. Le développement de l'écotourisme stimula l'intérêt quant aux pratiques de restauration des sols permettant de faire revenir les espèces herbeuses d'origine. Ce sont des pratiques coûteuses mais les propriétaires sont payés en retour par le développement de la vie animale sauvage. Il y a aussi une tendance à ouvrir les espaces en ôtant les clôtures. Cela permet les migrations des grands mammifères et développe la diversité génétique.
La réserve de biosphère du Waterberg contient un grand nombre de zones protégées. Ainsi, le parc national de Marakele s'étend sur 67 000 ha à l'extrémité sud-ouest du plateau du Waterberg. La réserve animalière de Welgevonden (Welgevonden Game Reserve), adjacente, couvre 37 500 ha ; la réserve de Kololo (Kololo Game Reserve) couvre 3 000 ha à l'intérieur de la partie protégée de la réserve de Welgevonden. Dans la partie nord-ouest se trouvent trois zones protégées contiguës : le sanctuaire de vie sauvage de Thiane (Thiane Wildlife Sanctuary), la réserve naturelle de Grootwater (Grootwater Nature Reserve) et celle du barrage de Mokolo (Mokolo Dam Nature Reserve). Dans la partie méridionale du plateau se trouve la réserve animalière de la rivière Vier-en-Twintig (Vier-en-Twintig riviere Game Reserve). La réserve sauvage de Tafelkop (Tafelkop Wilderness Reserve) est située à l'est. Sur l'escarpement sud-est du plateau se trouve la réserve naturelle (ou réserve animalière) de Ntambeni (ou Entabeni). Au nord-est, plusieurs zones protégées sont également adjacentes : les réserves sauvages de Kwalata, Lapala, Touchstone, Keta et les réserves naturelles de Moepel Farms et de Masebe.

### Citations originales
1. ↑  (en) « may have purposefully moved into the higher areas of the Waterberg for summer (December to March) game »